# Wabasso (Florida)
Wabasso ist  ein census-designated place (CDP) im Indian River County im US-Bundesstaat Florida. Das U.S. Census Bureau hat bei der Volkszählung 2020 eine Einwohnerzahl von 1.627 ermittelt.

## Geographie
Wabasso grenzt im Nordwesten direkt an die Stadt Sebastian. Der CDP liegt rund 10 km nördlich von Vero Beach sowie etwa 140 km südöstlich von Orlando. Im Osten von Wabasso verläuft der Indian River, ein Teil des Intracoastal Waterways an der Ostküste Floridas.
Der CDP wird vom U.S. Highway 1, der Florida State Road 510 sowie von der Florida East Coast Railway durchquert.

## Demographische Daten
Laut der Volkszählung 2010 verteilten sich die damaligen 609 Einwohner auf 402 Haushalte. Die Bevölkerungsdichte lag bei 96,7 Einw./km². 91,1 % der Bevölkerung bezeichneten sich als Weiße, 5,7 % als Afroamerikaner, 0,2 % als Indianer und 0,2 % als Asian Americans. 2,1 % gaben die Angehörigkeit zu einer anderen Ethnie und 0,7 % zu mehreren Ethnien an. 4,4 % der Bevölkerung bestand aus Hispanics oder Latinos.
Im Jahr 2010 lebten in 17,0 % aller Haushalte Kinder unter 18 Jahren sowie 35,6 % aller Haushalte Personen mit mindestens 65 Jahren. 55,7 % der Haushalte waren Familienhaushalte (bestehend aus verheirateten Paaren mit oder ohne Nachkommen bzw. einem Elternteil mit Nachkomme). Die durchschnittliche Größe eines Haushalts lag bei 2,11 Personen und die durchschnittliche Familiengröße bei 2,61 Personen.
14,9 % der Bevölkerung waren jünger als 20 Jahre, 14,4 % waren 20 bis 39 Jahre alt, 37,6 % waren 40 bis 59 Jahre alt und 32,9 % waren mindestens 60 Jahre alt. Das mittlere Alter betrug 52 Jahre. 53,0 % der Bevölkerung waren männlich und 47,0 % weiblich.
Das durchschnittliche Jahreseinkommen lag bei 60.682 $, dabei lebten 35,6 % der Bevölkerung unter der Armutsgrenze.
Im Jahr 2000 war englisch die Muttersprache von 89,05 % der Bevölkerung und spanisch sprachen 10,95 %.